# Юсуфа Бобб
Юсуфа Бобб (англ. Yusupha Bobb, нар. 22 червня 1996, Банжул) — гамбійський футболіст, півзахисник італійської «П'яченци» і національної збірної Гамбії.

## Клубна кар'єра
Народився 22 червня 1996 року в Банжулі. Вихованець юнацьких команд місцевого «Банжул Гоукс», звідки 2015 року перейшов до системи італійського «К'єво».
У дорослому футболі дебютував того ж 2015 року виступами на правах оренди за команду третьолігової «Читтаделли». Протягом наступних трьох сезонів також як оренндований гравець грав на тому ж рівні за «Таранто», «Падову», «Реджяну» та «Кунео».
У жовтні 2019 року приєднався вже на умовах повноцінного контракту до ще одного представника Серії C, «Лекко». За рік перейшов до «Ліворно», а ще за рік — до «П'яченци», залишаючись на рівні третього італійського дивізіону.

## Виступи за збірну
2018 року дебютував в офіційних матчах у складі національної збірної Гамбії.
У складі збірної був учасником Кубка африканських націй 2021 року у Камеруні.
| Дата       | Місто       | Господарі     | Результат | Гості                            | Турнір                                     | Голи | Примітки  |
| ---------- | ----------- | ------------- | --------- | -------------------------------- | ------------------------------------------ | ---- | --------- |
| 23-3-2018  | Бакау       | Гамбія        | 1 – 1     | Центральноафриканська Республіка | товариський матч                           | -    | 63'       |
| 12-10-2018 | Ломе        | Того          | 1 – 1     | Гамбія                           | Відбір до Кубка африканських націй 2019    | -    | 66'       |
| 17-11-2018 | Бакау       | Гамбія        | 3 – 1     | Бенін                            | Відбір до Кубка африканських націй 2019    | -    |           |
| 29-3-2021  | Кіншаса     | ДР Конго      | 1 – 0     | Гамбія                           | Відбір до Кубка африканських націй 2021    | -    | 35' 61'   |
| 5-6-2021   | Манавгат    | Гамбія        | 2 – 0     | Нігер                            | товариський матч                           | -    | 71'       |
| 8-6-2021   | Манавгат    | Гамбія        | 1 – 0     | Того                             | товариський матч                           | -    |           |
| 11-6-2021  | Манавгат    | Косово        | 1 – 0     | Гамбія                           | товариський матч                           | -    | 84'       |
| 9-10-2021  | Ель-Джадіда | Гамбія        | 1 – 2     | Сьєрра-Леоне                     | товариський матч                           | -    | 82'       |
| 12-10-2021 | Ель-Джадіда | Гамбія        | 2 – 1     | Південний Судан                  | товариський матч                           | -    |           |
| 16-11-2021 | Абу-Дабі    | Нова Зеландія | 2 – 0     | Гамбія                           | товариський матч                           | -    | 74'       |
| 16-1-2022  | Лімбе       | Гамбія        | 1 – 1     | Малі                             | Кубок африканських націй 2021 - 1-й етап   | -    |           |
| 20-1-2022  | Лімбе       | Гамбія        | 1 – 0     | Туніс                            | Кубок африканських націй 2021 - 1-й етап   | -    |           |
| 24-1-2022  | Бафусам     | Гвінея        | 0 – 1     | Гамбія                           | Кубок африканських націй 2021 - 1/8 фіналу | -    | 27' 90+1' |
| Усього     |             | Матчів        | 13        |                                  | Голів                                      | 0    |           |